# الغريف (كعيدنة)

تعديل مصدري - تعديل

الغريف هي إحدى قرى عزلة السكابة والحماريين بمديرية كعيدنة التابعة لمحافظة حجة، بلغ تعداد سكانها 56 نسمة حسب تعداد اليمن لعام 2004.